# یک آهنگ
«یک آهنگ» یا «همان‌طور که این آهنگ مطابقت دارد، مال من و تو» (انگلیسی: One tune or As the tune matches, mine and yours) یک آهنگ هندی و ویدئوی همراه آن است که یکپارچگی ملی و وحدت در تنوع را ترویج می‌کند.